# Hanna Melnytjenko
Hanna Anatolijivna Kasianova (ukrainska: Ганна Анатоліївна Касьянова), ogift Melnytjenko (Мельниченко), född den 24 april 1983 i Tbilisi i Georgiska SSR i Sovjetunionen (nu Georgien), är en ukrainsk friidrottare som tävlar i mångkamp.
Hon har varit gift med den italienske mångkamparen William Frullani, och är sedan 2014 gift med den ukrainske mångkamparen Oleksij Kasianov.
Kasianova testade positivt vid en dopingkontroll i april 2017 och blev avstängd av IAAF mellan maj 2017 och februari 2018. Hon tävlade sedan igen mellan 2019 och 2022. Kasianova tog då bland annat silver i sjukamp vid ukrainska mästerskapen 2020, guld i femkamp vid ukrainska inomhusmästerskapen 2021 samt guld i sjukamp vid ukrainska mästerskapen 2021.